# 悪魔は細部に宿る
- 悪魔は細部に潜む

悪魔は細部に宿る (あくまはさいぶにやどる、英: The devil is in the details) とは、細部に隠された罠や不可解な要素を暗示する英語の格言である。すなわち、一見して簡単にできそうなことでも、完成までに予想以上の時間や労力を要することを指す。
この言葉は、以前から使われていた「神は細部に宿る (英: God is in the details) 」に由来しており、何をするにせよ徹底的に行うべきであるということ、つまり細部が重要であるという考えを表している。

## 起源
元々の「神は細部に宿る」という言葉は、多くの人から由来している説が唱えられているが、中でも注目すべきはニューヨーク・タイムズがドイツ出身の建築家ルートヴィヒ・ミース・ファン・デル・ローエの言葉 "Der liebe Gott steckt im Detail" として記述した、1969年の追悼記事である。しかし、一般的にはミースが起源ではないとされている。ドイツの美術史家アビ・ヴァールブルクの伝記の作者であるエルンスト・ゴンブリッチによれば、この表現をヴァールブルクが好んで使っていたとされているが、これが起源であるかは定かではない。より古い形 "Le bon Dieu est dans le détail" ("the good Lord is in the detail"、善い神は細部に宿る) は、通常、ギュスターヴ・フローベールが起源とされている。
また、バートレット引用句辞典では「神は細部に宿る」をミースとヴァールブルクに関連する格言と紹介し、フローベールに帰属することもあるが、作者は不詳であると記載している。
「悪魔は細部に宿る」は、1965年には利用されていたことが明らかであり、1969年には既知の格言とされている。

## 異表記
この言葉には「 (The/A) Devil (is) in the Detail(s) 」と複数の異表記がある。原型の「God is in the detail」では「detail」と単数形であるため、口語的に使用する場合には「details」とすることが多い。ここで「s」を付けない「detail」は、単数と集合名詞のどちらの意味でも使用可能である。
アメリカ下院議長のナンシー・ペロシは、立法の細部に言及する際、「The devil and the angels are in the details. (悪魔と天使が細部に宿る) 」と述べた。
近年では、「Governing (is) in the Detail(s) (統治は細部に宿る) 」や「(The) Truth (is) in the Detail(s) (真実は細部に宿る) 」といった表現が現れている。